# Tianzhuangtai (köpinghuvudort i Kina, Liaoning Sheng, lat 40,84, long 122,14)
Tianzhuangtai är en köpinghuvudort i Kina. Den ligger i provinsen Liaoning, i den nordöstra delen av landet, omkring 150 kilometer sydväst om provinshuvudstaden Shenyang. Antalet invånare är 29 638. Befolkningen består av 14 689 kvinnor och 14 949 män. Barn under 15 år utgör 10,0 %, vuxna 15-64 år 79 %, och äldre över 65 år 10,0 %.
Runt Tianzhuangtai är det mycket tätbefolkat, med 1 135 invånare per kvadratkilometer. Närmaste större samhälle är Shuiyuan, 3,8 km söder om Tianzhuangtai. Trakten runt Tianzhuangtai består till största delen av jordbruksmark.
Genomsnittlig årsnederbörd är 870 millimeter. Den regnigaste månaden är juli, med i genomsnitt 212 mm nederbörd, och den torraste är januari, med 8 mm nederbörd.